# Anis Hadj Moussa
Anis Hadj Moussa (Parijs, 11 februari 2002) is een Algerijns-Franse voetballer die doorgaans speelt als rechtsbuiten. Hij verruilde Patro Eisden in de zomer van 2024 voor Feyenoord. In 2024 debuteerde Hadj Moussa als international voor het Algerijnse voetbalelftal.

## Clubcarrière

### Beginjaren
Hadj Moussa maakte in 2018 de overstap van FC Montfermeil naar RC Lens. Twee jaar eerder had Montfermeil hem weggeplukt bij US Torcy. In het seizoen 2021/22 speelde hij 22 competitiewedstrijden voor het B-elftal van RC Lens in de Championnat National 2. In juli 2022 tekende Hadj Moussa bij Olympic Club Charleroi, dat toen uitkwam in Eerste nationale. Een jaar eerder had hij met Lens al een galawedstrijd tegen Les Dogues gespeeld. Hadj Moussa speelde in zijn debuutseizoen voor Olympic Charleroi mee in 33 van de 38 competitiewedstrijden, waarvan slechts vijfmaal als invaller. Daarin was hij goed voor acht doelpunten. Olympic Charleroi eindigde dat seizoen zevende in Eerste nationale.

### Patro Eisden
In juni 2023 maakte Hadj Moussa de overstap naar Patro Eisden Maasmechelen, dat in het seizoen 2022/23 eveneens uitkwam in Eerste nationale maar dat seizoen promotie naar Eerste klasse B afdwong. Daar scoorde hij twee goals in achttien wedstrijden in zijn eerste halfjaar.

### Vitesse
Op 1 februari 2024 maakte Vitesse bekend dat Hadj Moussa tot het einde van het seizoen gehuurd wordt. Drie dagen later maakte hij tegen Go Ahead Eagles zijn debuut voor de club, dat op dat moment laatste stond in de Eredivisie. Weer drie dagen later scoorde hij in de kwartfinale van de KNVB Beker tegen SC Cambuur zijn eerste doelpunt voor Vitesse. Op 16 maart scoorde hij tegen Almere City zijn eerste Eredivisiedoelpunt. Mede door een puntenaftrek degradeerde Vitesse dat seizoen uit de Eredivisie. Hadj Moussa speelde vijftien wedstrijden voor de club.

### Feyenoord
Op 3 april 2024 werd bekend dat Hadj Moussa een vijfjarig contract getekend heeft bij Feyenoord dat ingaat per het seizoen 2024/25. Hij levert Patro Eisden een recordtransfersom op. Op 10 augustus maakte hij tegen Willem II zijn debuut voor zijn nieuwe club. Op 19 september maakte hij tegen Bayer Leverkusen zijn debuut in de Champions League. In die competitie maakte hij op 6 november tegen Red Bull Salzburg zijn eerste doelpunt voor Feyenoord. In de laatste twee maanden van het jaar scoorde Hadj Moussa zes keer en werd hij basisspeler voor Feyenoord.

## Clubstatistieken
| Seizoen                     | Club              | Competitie       | Competitie | Competitie | Beker | Beker | Internationaal | Internationaal | Totaal | Totaal |
| Seizoen                     | Club              | Competitie       | Wed.       | Dlp.       | Wed.  | Dlp.  | Wed.           | Dlp.           | Wed.   | Dlp.   |
| --------------------------- | ----------------- | ---------------- | ---------- | ---------- | ----- | ----- | -------------- | -------------- | ------ | ------ |
| 2021/22                     | RC Lens           | National 2       | 22         | 1          | –     | –     | –              | –              | 22     | 1      |
| 2022/23                     | Olympic Charleroi | Eerste nationale | 33         | 8          | 0     | 0     | –              | –              | 33     | 8      |
| 2023/24                     | Patro Eisden      | Eerste klasse B  | 16         | 1          | 2     | 1     | –              | –              | 18     | 2      |
| 2023/24                     | → Vitesse         | Eredivisie       | 14         | 1          | 1     | 1     | –              | –              | 15     | 2      |
| 2024/25                     | Feyenoord         | Eredivisie       | 30         | 9          | 2     | 0     | 11             | 3              | 43     | 12     |
| Carrière totaal             | Carrière totaal   | Carrière totaal  | 115        | 20         | 5     | 2     | 11             | 3              | 131    | 25     |
| Bijgewerkt op 15 juni 2025. |                   |                  |            |            |       |       |                |                |        |        |

## Interlandcarrière
Hadj Moussa was Algerijns jeugdinternational. In maart 2024 debuteerde hij voor het Algerijns voetbalelftal tegen Bolivia.